# Платонов Юрій Павлович
Юрій Павлович Платонов (4 вересня 1929, місто Москва, тепер Російська Федерація — 6 грудня 2016, місто Москва, Російська Федерація) — радянський архітектор, президент (перший секретар правління) Спілки архітекторів СРСР. Народний депутат СРСР (1989—1991). Член ЦК КПРС у 1990—1991 роках. Член Спілки архітекторів СРСР (1957). Кандидат архітектури (1973), професор (1976). Академік Російської Академії архітектури та будівельних наук (1994), Міжнародної академії архітектури (МААМ, 1989, президент — з 2007), Французької Академії архітектури та багатьох інших закордонних академій. Академік Російського товариства інженерів-будівельників (2001), академік Інженерної академії Санкт-Петербурга (2001), академік Міжнародної академії архітектури у Москві. Почесний архітектор Росії (2002). Почесний доктор архітектури (2010). Почесний член Вищої ради колегії іспанських архітекторів (1989). Почесний член Американського інституту архітектури (1991). Почесний член Білоруської спілки архітекторів (2012).

## Життєпис
У 1953 році закінчив Московський архітектурний інститут (МАРХІ), захистив дипломний проект «Російський драматичний театр на Пушкінській площі в Москві», виконаний під керівництвом Душкіна.
З 1953 року працював у Державному проєктному і науково-дослідному інституті Академії наук СРСР (ДІПРОНДІ АН СРСР). Обіймав посади архітектора, старшого архітектора (1954), керівника групи архітекторів (1958), головного архітектора проєктів (1960), головного архітектора інституту (1962), заступника директора (1965), директора — головного архітектора інституту (з 1968). На цих посадах розробив низку проєктів найбільших суспільних та наукових комплексів: Музей палеонтології АН СРСР, новий будинок Російської академії наук, науковий центр Інституту біоорганічної хімії РАН у Москві, міста — наукові центри в Новосибірську та Підмосков'ї.
Член КПРС з 1960 року.
З 1973 року викладав у Московському архітектурному інституті. 
У 1987—1992 роках — перший секретар правління (президент) Спілки архітекторів СРСР.
У 1989—1991 роках — Народний депутат СРСР від Спілки архітекторів СРСР та член Комітету Верховної Ради СРСР з питань архітектури та будівництва.
З 1992 року був керівником Державного проєктного і науково-дослідного інституту РАН, творчим керівником «ТПО-5 — Бюро Платонов». Входив до складу Архітектурної ради Москви та Експертної ради при Уряді РФ.
Помер 6 грудня 2016 року в Москві. Похований на Новодівочому цвинтарі Москви.

## Нагороди і відзнаки
- орден «За заслуги перед Вітчизною» IV ст. (Російська Федерація) (2004)
- орден Трудового Червоного Прапора (1978)
- орден «Знак Пошани» (1971)
- медалі
- премія Ради Міністрів СРСР (1980)
- Державна премія СРСР (1985)
- Державна премія Російської Федерації в галузі літератури і мистецтва (1993)
- Заслужений архітектор РРФСР (1975)
- Народний архітектор СРСР (1991)